# Salto en esquí en los Juegos Olímpicos de Innsbruck 1964
Las competiciones de salto en esquí en los Juegos Olímpicos de Innsbruck 1964 se realizaron en dos instalaciones cercanas a Innsbruck, el trampolín de Bergisel y el de Seefeld, el 21 de enero y el 9 de febrero de 1964.
En total fueron disputadas en este deporte dos pruebas diferentes, solo en la categoría masculina: trampolín normal individual y trampolín grande individual.

## Medallistas
| Evento                                     | Oro                                       | Plata                                | Bronce                                   |
| ------------------------------------------ | ----------------------------------------- | ------------------------------------ | ---------------------------------------- |
| Trampolín normal individual (21 de enero)  | Veikko Kankkonen · Finlandia · 229,9 pts. | Toralf Engan · Noruega · 226,3 pts.  | Torgeir Brandtzæg · Noruega · 222,9 pts. |
| Trampolín grande individual (9 de febrero) | Toralf Engan · Noruega · 230,7            | Veikko Kankkonen · Finlandia · 228,9 | Torgeir Brandtzæg · Noruega · 227,2      |

## Medallero
| Núm. | País      | Oro | Plata | Bronce | Total |
| ---- | --------- | --- | ----- | ------ | ----- |
| 1    | Noruega   | 1   | 1     | 2      | 4     |
| 2    | Finlandia | 1   | 1     | 0      | 2     |
|      | TOTAL     | 2   | 2     | 2      | 6     |